# Gret (association)
Le Gret (anciennement Groupe de recherche et d'échange technologique) est une organisation non gouvernementale de solidarité internationale fondée en 1976 dont l’objectif est d’améliorer les conditions de vie des populations les plus vulnérables et promouvoir la justice sociale, tout en préservant notre planète. En 2021, le Gret est présidé par Henri De Cazotte et dirigé par Luc Arnaud.

## Historique
Jean-Marie Collombon et Henri Rouillé d’Orfeuil, deux coopérants, constatent l’inadaptation des modèles promus dans le cadre de la coopération française aux réalités de terrain. Ils créent l’association  Groupe de recherche sur les techniques rurales appropriées au développement, en 1976, conçu comme un réseau de partage d’information et de promotion des technologies appropriées. 
Dans les années 1990, le Gret adopte pour principe d’action la « coopération de la présence », qu’il inscrira par la suite dans sa charte d’engagement. Il décide une présence et une action continues, sur le terrain, à partir d’une connaissance concrète des populations et de leurs aspirations. En 1995, le Gret crée sa première représentation permanente dans un de ses pays d’intervention, en Haïti. En 2021, les Gret est une organisation décentralisée répartie au sein de 14 représentations en Afrique, en Asie, et en Haïti.

## Thématiques d'intervention
Les activités du Gret sont organisées autour de 7 grandes thématiques : les thématiques sectorielles (nutrition, eau potable et assainissement, production d'énergie, microfinance, microassurance etc.) des thématiques transversales (services aux petites entreprises, insertion et formation professionnelles, urbain, changement social, etc.).